# Kwamouth (territoire)
Kwamouth (anciennement écrit Kouamout) est un territoire et une localité de la province de Mai-Ndombe en république démocratique du Congo.
Le territoire est divisé en un secteur, Batende-Nord, et une cité, Kwamouth. Ces habitants sont principalement Teke.
La cité de Kwamouth est équipée d’un port sur le fleuve Congo, considéré comme point d’entrée et de sortie de toute la région du Bandundu par voie d’eau.
Depuis environ juin 2022, un conflit se déroule sur le territoire de Kwamouth. Le cardinal Fridolin Ambongo, qui s'est rendu sur place, décrit le conflit en terme socio-économique : les habitants de plusieurs ethnies locales mais « non originaires » du territoire (Bangala, Batetela, Baluba, Bambala, Yanzi, Suku, Songye mais surtout Yaka) protestent contre la gestion des terres cultivables et des fermes qu'ils louent aux Teke, l'ethnie originaire. Plus précisément, les ethnies « non originaires » reprochent aux Tekes d'avoir augmenté une redevance coutumière sur les produits agricoles due par les ethnies « non originaires » et de chercher à collecter cette redevance de manière violente. De leur côté, les Tekes critiquent la volonté des Yaka d'installer des chefs coutumiers sur des terres qui sont propriété de Tekes. Le conflit est exacerbé par le retour en RDC d'un masque Kakungu, exposé jusque-là par le musée royal belge de l'Afrique centrale et rendu par la Belgique en juin 2022. Pour les Suku et les Yaka, ce masque rendrait les combattants invulnérables aux balles et leur permettrait de se rendre invisible. En conséquence, les miliciens Yaka se montrent beaucoup plus téméraires dans leurs attaques. En mars 2023, Human Rights Watch relaie les accusations d'exactions (exécutions, violences sexuelles) des FARDC dans le territoire. Une commission militaire est mise en place par le gouvernement pour enquêter sur ces accusations,. En juillet 2023, un rapport du Bureau de la coordination des affaires humanitaires de l'ONU estime que 3 000 personnes sont mortes dans les affrontements et 160 000 personnes ont fui le territoire. Le conflit touche principalement le territoire de Kwamouth et la province du Mai-Ndombe mais aussi les provinces voisines de Kwilu, Kwango et Kinshasa ainsi que la république du Congo,,. En raison de la situation sécuritaire alarmante, les habitants du territoire ne peuvent participer aux votes de fin décembre 2023 (élections présidentielle, législatives, provinciale et municipales). Le 23 janvier 2024, des miliciens Mobondo, liés à l'ethnie Yaka, tuent 11 personnes dans le village de Fadiaka,,. Le gouvernement empêche les journalistes et les travailleurs humanitaires de rentrer sur le territoire.